# Palazzo Pindemonte
Palazzo Pindemonte è un edificio civile che sorge in via Leoni a Verona.

## Storia e descrizione
Nel XVIII secolo il marchese Giovanni Pindemonte, uno dei maggiori esponenti della nobiltà cittadina, commissionò all'architetto veronese Luigi Trezza la progettazione del recupero e della sopraelevazione del palazzo, che assunse così un aspetto neoclassico. Nel 1828 nell'edificio morì il più illustre componente della casata, il poeta Ippolito Pindemonte, come ricorda una lapide commemorativa posta sulla facciata dell'edificio, accanto al portale d'ingresso.
Il palazzo, di aspetto regolare e severo, sorge di fronte al sito archeologico relativo a porta Leoni, accesso est alla città di epoca romana; proprio a causa della sua collocazione, all'interno l'edificio conserva alcuni resti delle antiche mura romane.